# Confesseur de la foi

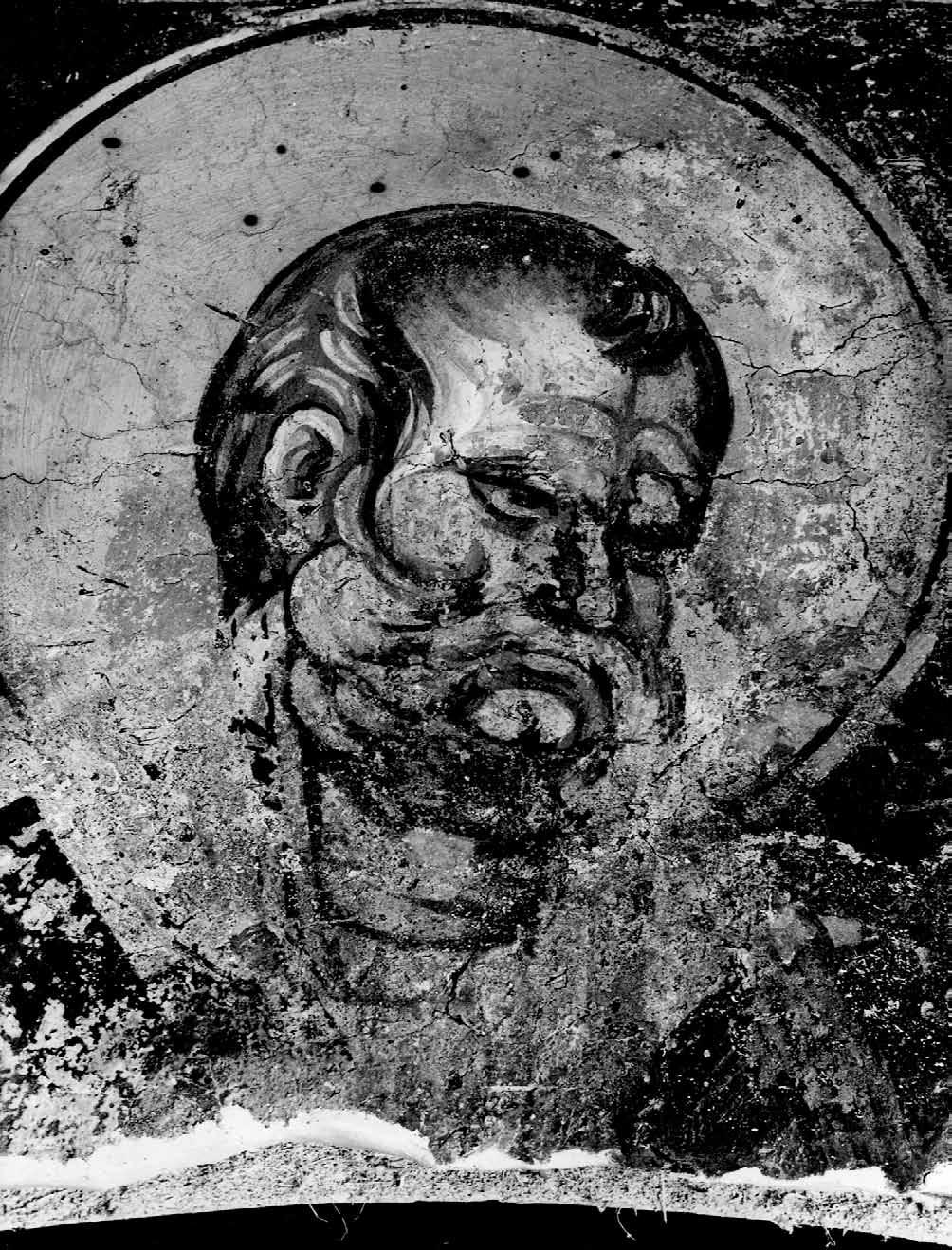
Fresque de saint Grégoire le Thaumaturge, église de la Théotokos Peribleptos d'Ohrid, Macédoine du Nord.

Le terme de confesseur de la foi (du latin Confessor fidei) ou en plus court de confesseur (Confessor) est un titre accordé par les Églises catholique et orthodoxe à certains saints ayant souffert à cause de leur foi sans être morts martyrs. Ce terme s'est ensuite étendu à tous les saints non torturés ou martyrisés restés fidèles à la foi et en témoignant. Dans l'Église orientale, on utilise le terme de hiéro-confesseur (hieroconfessor) pour les confesseurs prêtres ou évêques.

## Étymologie
Le confesseur est celui qui « confesse » la religion chrétienne, dans le sens de proclamer publiquement sa foi au mépris du danger. Le sens du terme diffère ainsi de celui du confesseur, prêtre qui reçoit dans le secret la confession dans le catholicisme.

## Sens original antique
Lors des persécutions contre l'Église dans les premiers siècles, le titre de confesseur est donné à ceux qui souffrirent à cause de leur foi mais sans être tués. Ils étaient alors punis par  emprisonnement, torture, déportation ou travail pénible dans les mines, corvéables à merci, tout en restant fidèles au christianisme. C'était déjà un titre d'honneur. Saint Cyprien a été l'un des premiers auteurs à les relater. Ainsi, ils diffèrent des martyrs, terme désignant les chrétiens morts à cause de leur foi. 
Après la fin des persécutions contre l'Église en Europe à la fin de l'Antiquité, ce titre est donné à des saints qui souffrirent du pouvoir civil à cause de leur prise de position en faveur de l'orthodoxie religieuse. Saint Maxime le Confesseur fut ainsi arrêté, déporté et torturé par l'empereur byzantin Constant II pour avoir condamné le monothélisme. Cette notion est également élargie aux érudits qui défendent la foi contre les hérésies et consolident la doctrine, tels les Pères de l'Église, les fondateurs d’ordres religieux, les missionnaires, les évangélisateurs.

## Sens étendu
Par extension, dans l'Église catholique, on donne le titre de confesseur aux saints qui professent la foi chrétienne par leur mode de vie comme le roi d'Angleterre Édouard le Confesseur. Il désigne plus largement encore tous les saints non-martyrs.